# Diana (Region)
Diana ist eine von 24 Regionen (Faritra) Madagaskars in der Nordspitze der Insel und liegt an der Straße von Mosambik. 2014 lebten 719.800 Einwohner in der Region, und ihr Hauptort (frz. chef-lieu) ist Antsiranana.
Die Regionen Madagaskars, ursprünglich 22 an der Zahl, wurden im Juni 2004 gegründet. Am 4. April 2007 hatte Marc Ravalomanana ein Referendum über eine Änderung der Verfassung abhalten lassen, das eine neue Verwaltungsgliederung ohne Provinzen ab Oktober 2009 vorsah –
die Regionen sollten erste administrative Verwaltungseinheiten werden. In der dann 2010 verabschiedeten und aktuell gültigen Verfassung sind beide Gebietskörperschaften, Regionen und Provinzen, genannt und definiert. Antsiranana (frz. Diégo-Suarez) ist somit zugleich Hauptort beider Einheiten.
Der Name der Region wurde aus den Anfangsbuchstaben der fünf Distrikte gebildet, wobei für Antsiranana I und II die beiden Anfangsbuchstaben des alten französischen Namens „Diego Suarez“ verwendet wurden.

## Geografie
Die Region Diana hat eine Fläche von 20.942 km², das sind ca. 3,6 % der Inselfläche. Hauptstadt ist Antsiranana, welche auch gleichzeitig den Distrikt Antsiranana I bildet. Im Osten grenzt Diana an die Region Sava und im Süden an Sofia. Im Westen von Diana liegt die Straße von Mosambik; im Nordosten der Indische Ozean. Das Tsaratanana-Massiv bildet mit einer durchschnittlichen Höhe von 2200 m die südliche Grenze zu Sofia. Die Berge Maromokotro, mit 2876 Metern der höchste Berg Madagaskars, Tsaravosy (2516 m), Marivorahona (2236 m) liegen in diesem Massiv. Die Insel Nosy Be liegt im Westen vor der Küste Dianas.

### Verkehr
Durch Diana verläuft von Süden nach Norden über Ambanja und Ambilobe nach Antsiranana die Route nationale 6 (RN 6). Bei Ambilobe zweigt die Route nationale 5a (RN 5a) von der RN 6 in Richtung Osten nach Vohémar ab.

## Natur
In Diana liegen die Nationalparks Lokobe, Montagne d’Ambre, Tsaratanana, sowie das Naturreservat Manongarivo. Die Region verfügt über ein geschütztes Waldgebiet von 461.000 Hektar. Das sind 22 % der Gesamtfläche der Region. Die Hälfte der Fläche befindet sich im Distrikt Ambilobe. Antsiranana II beherbergt als zweiter Distrikt die meiste Fläche. Es gibt zwei Primatenarten aus der Gruppe der Lemuren, die bisher nur in Diana gesichtet wurden:
- Cheirogaleus andysabini
- Cheirogaleus shethi

### Klima
Im Allgemeinen herrscht in der Region ein Trockensavannenklima, das sich durch eine kühle und trockene Jahreszeit von Mai bis November und eine nasse und heiße Jahreszeit von Dezember bis April auszeichnet. Die durchschnittlichen Jahrestemperaturen in der Region sind das ganze Jahr über relativ hoch. Für die am Meer gelegenen Städte liegen die Jahresdurchschnittswerte für Ambanja zwischen 25 °C und Antsiranana bei 20 °C bis 26 °C. Die kühlsten Monate sind Juli und August. Dort liegen die Temperaturen in Ambanjabei bei 23,5 °C und in Antsiranana bei 25,1 °C. Die heißesten Monate sind März und April. In diesen Monaten wird eine Temperatur von 27,1 °C in Ambanja und 28,3 °C in Antsiranana erreicht.
Der Niederschlag nimmt von Norden nach Süden zu. So fallen im Schnitt 987 mm in Antsiranana und 1295 mm in Nosy Ankao im Osten der Region. In Ankarana fallen 1500 mm während weiter südlich in Ambanja 2171 mm Niederschlag fallen. Die Trockenzeit in der Region verkürzt sich je weiter südlich man kommt.

## Verwaltungsgliederung
Die Region ist in fünf Distrikte (Fivondronana) aufgeteilt:
- Antsiranana I
- Antsiranana II
- Ambanja
- Ambilobe
- Nosy Be